# Cavendishia panamensis
Cavendishia panamensis är en ljungväxtart som beskrevs av J.L. Luteyn. Cavendishia panamensis ingår i släktet Cavendishia och familjen ljungväxter. Inga underarter finns listade i Catalogue of Life.